# Эндрюс, Вилли
Вилли Эндрюс (англ. Willy Andrews; род. 15 декабря 1943) — нигерийский футболист, полузащитник. Участник летних Олимпийских игр 1968 года.

## Биография
Выступал за нигерийский клуб «Стэйшнери Сторс».
В 1968 году главный тренер национальной сборной Нигерии Йожеф Эмбер вызвал Вилли на летние Олимпийские игры в Мехико. В команде он получил 13 номер. В своей группе Нигерия заняла последнее четвёртое место, уступив Бразилии, Японии и Испании. Вилли Эндрюс на турнире в итоге так и не сыграл.
22 декабря 1968 года сыграл за сборную Нигерии в квалификации на чемпионат мира 1970 в матче против Камеруна (3:2).